# Graukopf-Purpurhuhn

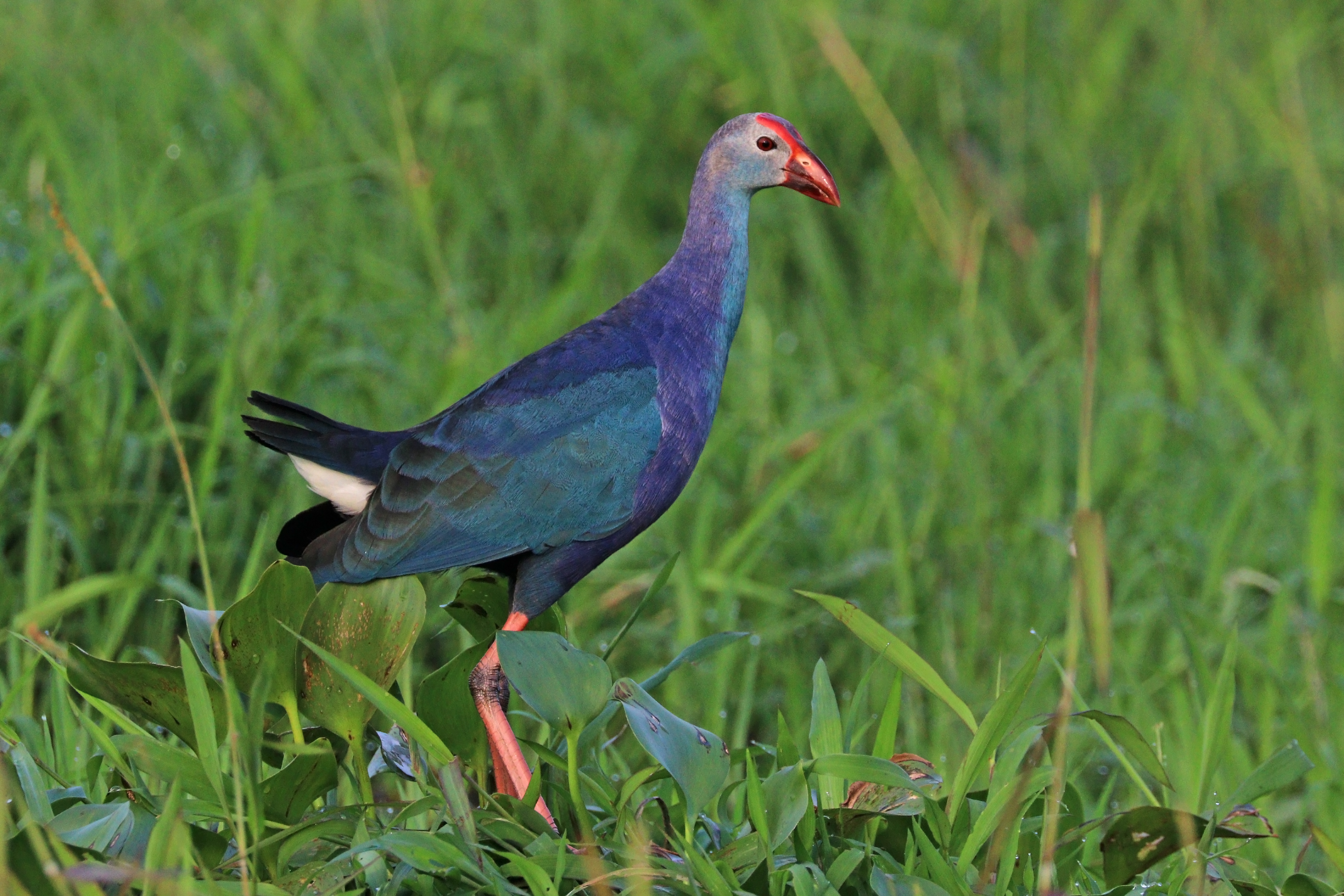
Weibchen

Das Graukopf-Purpurhuhn (Porphyrio poliocephalus, Syn.: Porphyrio porphyrio poliocephalus) ist eine Vogelart aus der Familie der Rallenvögel.
Die Art wurde lange als Unterart (Ssp.) des Purpurhuhns (Porphyrio porphyrio) angesehen und als P. p. poliocephalus geführt, dann aber 2015 aufgrund genetischer Unterschiede und Varianten der Färbung als eigenständige Art anerkannt.
Der Vogel kommt im Nahen Osten und vom Indischen Subkontinent bis Südchina und Nordthailand vor sowie als eingeführte Art in Florida.
Das Artepitheton kommt von altgriechisch πολιός polios, deutsch ‚grau‘ und altgriechisch κέφαλος kephalos, deutsch ‚Kopf‘.

## Merkmale
Sichtbare Unterscheidungsmerkmale gegenüber dem Purpurhuhn (Porphyrio porphyrio) sind grünlicher Rücken und himmelblaue Färbung der Schulterfedern, in Gesicht, Kehle und Brust.

## Geografische Variation
Birds of the World führt folgende Unterarten auf:
- P. p. caspius E. J. O. Hartert, 1917, – Kaspisches Meer, Nordwestiran und Türkei
- P. p. seistanicus Sarudny & M. Härms, 1911, – Südosttürkei bis zum Kaspischen Meer, Nordwestiran, Irak bis Pakistan und Nordwestindien
- P. p. poliocephalus (Latham, 1801), Nominatform – Indien und Sri Lanka bis nach Südwestchina und Nordthailand, Andamanen und Nikobaren.
- P. p. viridis Begbie, 1834, – Südmyanmar bis Zentral-, Südindochina, Malaiische Halbinsel und Nordsumatra

Viridis wird in der Datenbank Avibase nicht aufgeführt, Caspius nicht in IOC Worldbirdlist.

## Gefährdungssituation
Die Art gilt als nicht gefährdet (Least Concern).